# Серый хищник
Серый хищник (лат. Creophilus maxillosus) — вид жуков подсемейства Staphylininae из семейства стафилинид (Staphylinidae). Распространён в Палеарктике, Неарктике и Ориентальной области. Жуки обитают на различных биотопах, но предпочтительнее для них открытые местности. Зимуют в стадии имаго.

## Распространение
Данный вид распространён в Северной Америке, на севере Центральной Америке, на Карибских островах, в Чили, Аргентине, Перу и везде в Палеарктике.

## Описание
Взрослые жуки длиной от 12 до 21 мм. Тело длинное, блестяще-чёрное. Второй, третий и, иногда, четвёртый брюшные сегменты густо покрыты жёлтыми или белыми щетинками, также щетинки густо покрывают часть надкрылий. Переднеспинка гладкая и блестящая, кроме её краёв.
Личинки четвёртого (последнего) возраста длиной от 20 до 25 мм и шириной ~3,5 мм. Тело цилиндрическое и толстое. Голова и грудь личинок тёмно-красная или тёмно-коричневая. Брюшко грязно-серое или коричневое.

## Экология
Жуки обитают на полях, лугах, в лесистых местностях, на берегах, пляжных наносах и песчаных дюнах, отдавая предпочтение открытым местностям. Жуки по своей натуре в основном хищники, живущие на, под и внутри любого рода падали и охотящиеся на личинок двукрылых, которые развиваются в разлагающейся плоти, и на других насекомых. Среди особей выражена высокая степень каннибализма; добычей жуков могут становиться в равной степени как личиночные формы, так и имаго сородичей.
Личинки также являются хищниками и живут среди падали. Личиночные формы охотятся на личинок и взрослых мух, а также и на других членистоногих, привлечённых к падали. Реже личинки и жуки встречаются на экскрементах животных или в компосте.
Перепончатокрылые вида Codrus ater (из семейства проктотрупидов) паразитируют на особях данного вида жуков.

### Поведение
У серого хищника, как и у многих других стафилинидов, на брюшке имеются защитные железы с жидким веществом. Железы жуков состоят из двух кутикуловых мешочков, расположенных между седьмым и восьмым брюшными сегментами. Сильно потревоженные жуки резко выворачивают железы с секретом наизнанку. Химический анализ секрета показал, что в его состав входят 6 компонентов: изоамиловый спирт, изоамилацетат, иридодиал, актинидин, дигидронепеталактон и (E)-8-oxocitronellyl acetate.
Если жука напугать, то он, обратив брюшко к голове, быстро убегает под опавшую листву.

## Подвиды
- Creophilus maxillosus maxillosus — Палеарктика[11].
- Creophilus maxillosus villosus — Неарктика[11]. Опушение из белых волосков есть на передних углах переднеспинки, на надкрыльях посередине и на четвёртом и пятном брюшных тергитах[11].